# بوتش باربر
بوتش باربر هو لاعب هوكي جليد كندي، ولد في 31 أغسطس 1943 في فيرفيو، ألبرتا في كندا.

## وصلات خارجية
- بوتش باربر على موقع HockeyDB.com (الإنجليزية)
- بوتش باربر على موقع Hockey-Reference.com (الإنجليزية)